# 9645 Grünewald
A 9645 Grunewald (ideiglenes jelöléssel 1995 AO4) a Naprendszer kisbolygóövében található aszteroida. Freimut Börngen fedezte fel 1995. január 5-én.